# Beautiful Wreck
"Beautiful Wreck" é uma canção da cantora e compositora dinamarquesa MØ, contida em seu segundo álbum de estúdio, Forever Neverland. Seu lançamento ocorreu em 2 de outubro de 2019, através da gravadora Columbia Records, servindo como sétimo single do trabalho. Foi composta e produzida por STINT, BONN e Albin Nedler, com o auxílio de MØ e Madison Love na escrita.

## Fundo
Em um documentário dinamarquês sobre a vida de MØ como popstar, ela afirmou que escreveu essa música na casa do DJ e produtor musical sueco Avicii. Quando ela voltou para terminar a música no dia seguinte, descobriu que ele havia falecido desde a sua visita no dia anterior.
MØ publicou uma nota sobre a música em seu Twitter, onde diz:
| “ | Quando você está recém-apaixonado, sua energia é infinita, você pode conversar, beber, fumar e beijar por toda a eternidade, às vezes fico maníaca, mas acho muito bonito, mas provavelmente não super saudável para o corpo. | ” |

## Videoclipe
Dirigido pela atriz, diretora e escritora dinamarquesa Emma Rosenzweig, o vídeo faz parte de uma trilogia de videoclipes, chamada The House, sendo esse a segunda parte, lançada em 2 de outubro de 2019 — decorrido por "I Want You" e prosseguido por "Red Wine".
Como segundo capítulo, " Beautiful Wreck " retrata o amor emergente entre dois seres. "Eu não tenho que dormir / Eu sou uma bela ruína, querida / E eu sinto que perdi a cabeça / Eu não sei o que você fez comigo / Eu não quero sair / Porque estou me apaixonando por você", diz MØ em um refrão eficaz deliciosamente aprimorado com toques eletrônicos.
Para o videoclipe, MØ decidiu não aparecer, preferindo destacar as dançarinas Cassie Augusta Jørgensen e Lydia Östberg Diakité. Ambos os protagonistas apresentam uma performance artística de grande poesia ao longo da música. Em uma galeria de arte, em um jardim ou na costa de frente para um oceano agitado, elas dançam para contar sua história, sublimada pelas cores e riqueza dos cenários, bem como pelos efeitos de luz psicodélicos e, finalmente, para uma praia durante o crepúsculo.